# Jack Sargeant
Pour les articles homonymes, voir Sargeant.
Jack Sargeant est un homme politique gallois né le 9 avril 1994 à Rhuddlan. Membre du Parti travailliste gallois, il est élu à l’Assemblée galloise en 2018 et réélu en 2021 sous le VIe Parlement gallois, intitulé de la législature du pays de Galles attribué depuis 2020.

## Biographie
Jack Sargeant est le fils de Carl Sargeant. Il est scolarisé à l'école primaire d'Ysgol Bryn Deva, puis au lycée de Connah's Quay. Il effectue ensuite un apprentissage au Deeside College (en) avant de décrocher un diplôme d'ingénieur à l'université de Wrexham Glyndŵr (en).
Son père est élu membre de l'Assemblée nationale du pays de Galles en 2003 pour la circonscription d'Alyn and Deeside. Il occupe ce siège jusqu'à son suicide, le 7 novembre 2017. Après la mort de Carl Sargeant, Jack est sélectionné par le Parti travailliste gallois pour l'élection partielle organisée pour élire son successeur. Il remporte ce scrutin, organisé le 6 février 2018, avec plus de 60 % des suffrages exprimés. À 23 ans, il devient le plus jeune membre de l'Assemblée jamais élu jusqu'alors. Il est réélu lors des élections législatives de 2021.

## Résultats électoraux
| Élection                       | Circonscription  | Parti | Parti                      | Voix   | %    | Résultat |
| ------------------------------ | ---------------- | ----- | -------------------------- | ------ | ---- | -------- |
| Élection partielle de 2018     | Alyn and Deeside |       | Parti travailliste gallois | 11 267 | 60,7 | élu      |
| Élections législatives de 2021 | Alyn and Deeside |       | Parti travailliste gallois | 12 622 | 48,8 | élu      |